# Carmara
Carmara es un género monotípico de lepidópteros de la familia Noctuidae. Su única especie, Carmara subcervina Walker, [1863], es originaria del Sudeste de Asia.

## Sinonimia
- Carmara subcervina Walker, [1863]; 63, Borneo, Sarawak
- Zagira acidaliaria Walker, 1866; 1638, Borneo
- Gyrognatha atriceps Hampson, 1893; Ceilán